# Polygonaldolmen

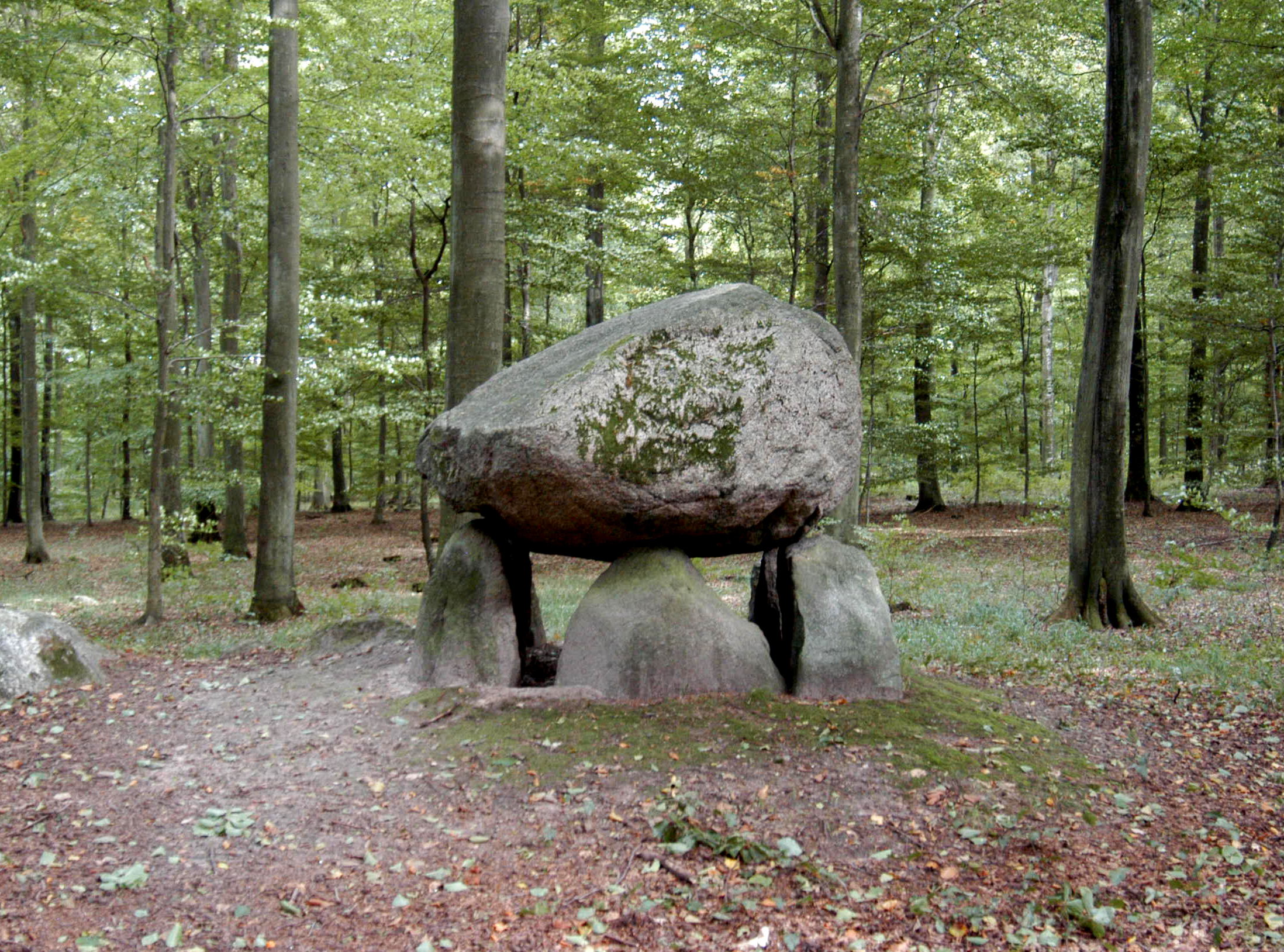
Runddysse im Klosterris Hegn; südlich von Hornbæk

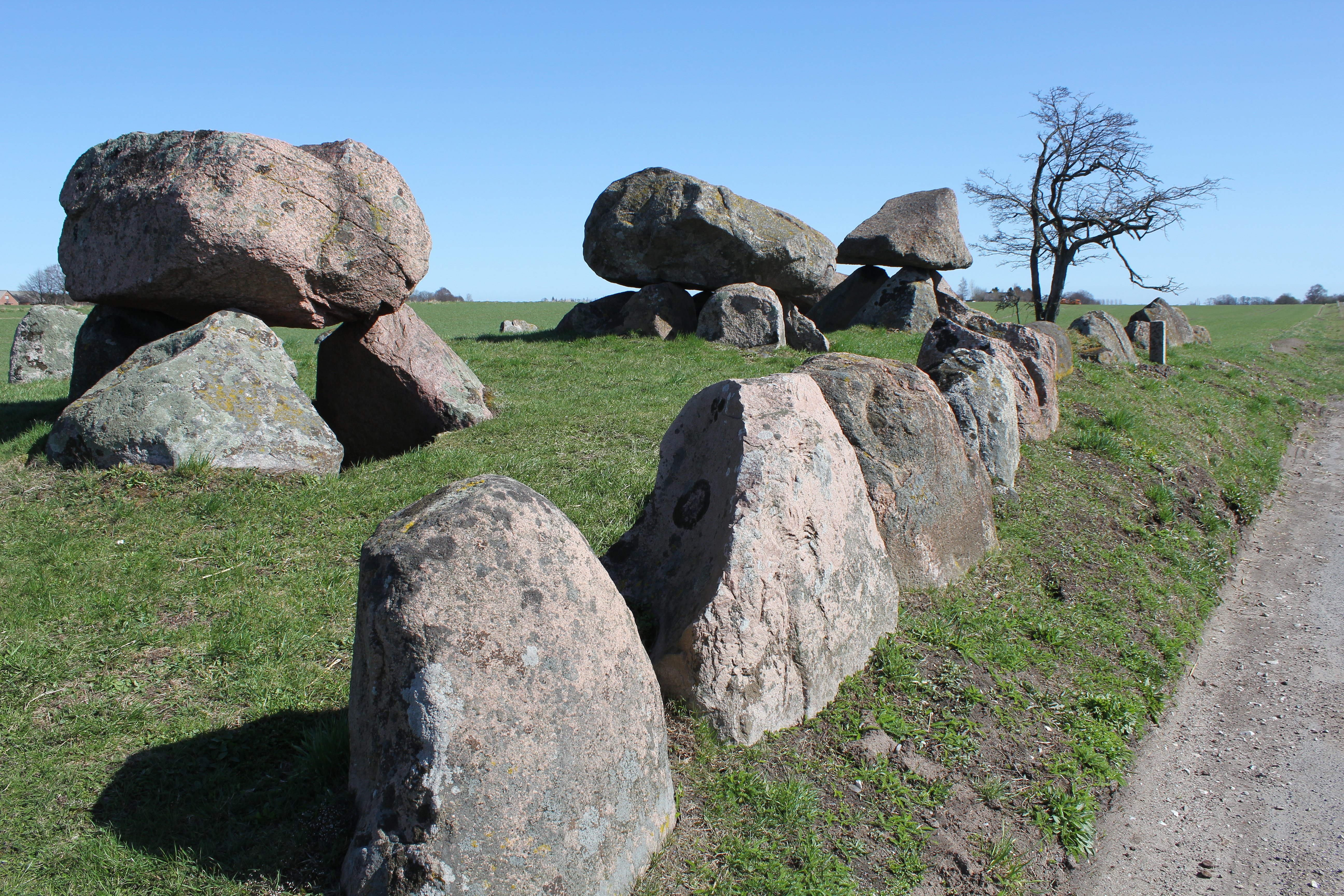
3 Polygonaldolmen im gemeinsamen Hünenbett

Der Polygonaldolmen ist eine Form der Architektur nordischer Dolmen. Er kommt besonders oft im Norden der dänischen Insel Seeland, in der schwedischen Provinz Bohuslän und auf der Kimbrischen Halbinsel (z. B. Troldkirken in Jütland) vor. In Schleswig-Holstein sind Polygonaldolmen mit 11 erhaltenen Exemplaren vertreten; in Niedersachsen, Mecklenburg-Vorpommern (Polygonaldolmen von Lexow) und Sachsen-Anhalt (Großsteingräber bei Lüdelsen) sind nur vereinzelte Exemplare erhalten. Neolithische Monumente sind Ausdruck der Kultur und Ideologie neolithischer Gesellschaften. Ihre Entstehung und Funktion gelten als Kennzeichen der sozialen Entwicklung.
Fünf bis neun Tragsteine bilden den polygonalen Kammergrundriss, der zumeist penta- oder hexagonal ist. Ein einzelner, oftmals besonders großer Deckstein liegt auf. Ein vorgebauter Gang ist zwar obligatorisch, aber oft nicht erhalten. Im Dithmarschen bilden die Rechteck- und Polygonaldolmen von Albersdorf einen Schwerpunkt. Der Brutkamp gehört zu den eindrucksvollsten Anlagen dieses Typs. Typologisch betrachtet ragt eine der 13 Kammern von Hemmelmark, Kreis Rendsburg-Eckernförde, mit der ungewöhnlichen Größe von 2,8 × 2,25 m und der Abtrennung eines Quartieres durch aufrecht stehende Platten heraus. Polygonaldolmen kommen seltener in Hünenbetten (Schülldorf, Kreis Rendsburg-Eckernförde) und häufiger in Rundhügeln vor (z. B. Dannewerk, Eckernförde, Haßmoor und Süderende).
Ursprünglich ging man nach Ekkehard Aner (1914–1974) und Johannes Brøndsted (1890–1965) aufgrund des näherungsweise runden Baus von einem westlichen Ursprung dieses Typs aus. Diese Ansichten sind seit der umfassenden Untersuchung von Ewald Schuldt in Mecklenburg-Vorpommern, der die autochthone Entstehung der unterschiedlichen Typen herausstellt, widerlegt.